# Neelidae
Neelidae is een familie van springstaarten en telt 5 geslachten en 33 soorten.

## Taxonomie
- Geslacht Acanthoneelidus - Bretfeld & Griegel, 1999, nec Gaede, 1832
  - Acanthoneelidus pratensis - Bretfeld & Griegel, 1999, t.t.

- Geslacht Megalothorax - Willem, V, 1900:7
  - Megalothorax albus - Maynard 1951 aquaticus Stach, 1951
  - Megalothorax aquaticus - Stach, 1951
  - Megalothorax australis - Delamare Deboutteville, C et Massoud, Z in Delamare Deboutteville, C et Rapaport, E, 1963
  - Megalothorax boneti - Stach, J, 1960
  - Megalothorax gabonensis - Massoud & Vannier, 1965
  - Megalothorax incertus - Börner 1903
  - Megalothorax interruptus - Hüther, 1967
  - Megalothorax laevis - Denis, 1948
  - Megalothorax massoudi - Deharveng, 1978
  - Megalothorax minimus - Willem 1900
  - Megalothorax piloli - Christiansen, K & Bellinger, 1992
  - Megalothorax poki - Christiansen, K & Bellinger, P, 1992
  - Megalothorax rapoporti S- almon, 1964
  - Megalothorax rubidus - almon, 1946
  - Megalothorax sanctistephani - Christian, E, 1998
  - Megalothorax sp. Delamare Deboutteville & Massoud, 1963
  - Megalothorax sp. Maes, J-M et Palacios-Vargas, JG, 1988:6
  - Megalothorax spinotricosus - Palacios-Vargas, JG et Sánchez, A, 1999
  - Megalothorax subtristani - Delamare Deboutteville, 1950
  - Megalothorax tonoius - Palacios-Vargas, JG et Sánchez, A, 1999
  - Megalothorax tristani - Denis 1933
  - Megalothorax tuberculatus - Deharveng & Beruete, 1993

- Geslacht Neelides - Caroli, 1912
  - Neelides bisetosus - Bretfeld & Trinklein, 2000
  - Neelides dianae - Christiansen & Bellinger 1981
  - Neelides folsomi - Caroli, 1912
  - Neelides minutus - (Folsom, 1901) Bonet, 1947
  - Neelides snideri - Bernard 1975

- Geslacht Neelus - Folsom 1896
  - Neelus desantisi - Najt, 1971
  - Neelus fimbriatus - Bretfeld & Trinklein, 2000
  - Neelus labralisetosus - Massoud & Vannier, 1967
  - Neelus murinus - Folsom 1896 (Neelus)

- Geslacht Zelandothorax - Delamare Deboutteville & Massoud, 1963
  - Zelandothorax novaezealandiae - (Salmon, JT, 1944:172) Delamare Deboutteville & Massoud, 1963:172, t.t.